# Otto Hattendorff
Otto Hattendorff (* 12. Dezember 1822 in Hannover; † 18. April 1905 in Stade) war ein deutscher Politiker und Oberbürgermeister der Stadt Celle.

## Werdegang
Nach dem Studium der Rechte war Hattendorff, der seit 1847 Freimaurer war, an mehreren Gerichten beschäftigt. Er war zunächst von 1847 bis 1852 Stadt- und Stadtgerichtssekretär beim Magistrat der Stadt Celle. Mit der Trennung der Rechtsprechung von der Verwaltung im Königreich Hannover 1852 entschied er sich für den Justizdienst und wurde zunächst Obergerichtsrat in Stade, bevor er 1867 Kronanwalt am Obergericht Meppen wurde. Nach mehreren Wahlgängen wählte der Magistrat Otto Hattendorff am 10. November 1869 einstimmig zum Bürgermeister von Celle. Am 7. Februar 1870 erfolgte die Amtseinführung. 1877 wurde er zum Oberbürgermeister ernannt. Er war auch Mitglied im Provinziallandtag der Provinz Hannover. 1895 trat Hattendorff in den Ruhestand.
Am 25. Mai 1892 anlässlich der 600-Jahr-Feier der Stadt erhielt er den Titel „Geheimer Regierungsrat“. 1894 wurde er mit dem Roten Adlerorden 3. Klasse mit Schleife und der Zahl 50 verliehen. Der Hattendorffsgarten und die Hattendorffstraße in Celle sind nach ihm benannt. Er war zweimal verheiratet und hatte zwei Söhne. Nach der Pensionierung zog er zu seinem jüngeren Sohn Otto nach Stade. Die Bürgermeisterstelle in Celle blieb vorübergehend vakant. „Die mit 1500 M. dotirte Bürgermeisterstelle in hiesiger Stadt ist vom 1. September d. J. ab vakant und soll neu besetzt werden“, verlautet 1895 im Sozialpolitischen Centralblatt. Im gleichen Jahr malte Wilhelm Kricheldorff den scheidenden Oberbürgermeister.

## Verdienste um die Stadt Celle
In seiner Zeit wurde Celle zur Industriestadt. Es entstanden der Kaufmännische Verein, die Kaufmännische Innung und die Handelskammer. Neue Wochenmarkts- und Viehmarktsverordnungen wurden 1879 bzw. 1890 erlassen. Die Infrastruktur wurde durch Landstraße und Eisenbahnverbindungen komplettiert und dadurch besser mit seinen Beschaffungs- und Absatzmärkten verbunden.
Celle feierte unter Hattendorffs Führung 1892 sein 600-jähriges Bestehen, das war laut Carla Meyer-Rasch „ein Fest, wie es so großartig die Stadt nie begangen hatte“, ausgerichtet von einem Mann mit „Adel der Gesinnung“.
Otto Hattendorff übergab seinem Nachfolger, Wilhelm Denicke, eine blühende Stadt.